# Varronia peruviana
Varronia peruviana är en strävbladig växtart som först beskrevs av Johann Jakob Roemer och Schult., och fick sitt nu gällande namn av A. Borhidi. Varronia peruviana ingår i släktet Varronia och familjen strävbladiga växter. Inga underarter finns listade i Catalogue of Life.